# Rosolina
Rosolina – miejscowość i gmina we Włoszech, w regionie Wenecja Euganejska, w prowincji Rovigo.
Według danych na rok 2004 gminę zamieszkiwały 6003 osoby, 82,2 os./km².
Rosolina jest głównie miejscowością turystyczną, jako baza wypadowa do Rawenny oraz Wenecji.
Charakterystyczną cechą są pinety – lasy piniowe.